# Diócesis de Jeonju
La diócesis de Jeonju (en latín: Dioecesis Ieoniuen(sis) y en coreano: 천주교 제주교구) es una circunscripción eclesiástica latina de la Iglesia católica en Corea del Sur, sufragánea de la arquidiócesis de Gwangju. La diócesis tiene al obispo John Kim Son-Tae como su ordinario desde el 14 de marzo de 2017.

## Territorio y organización
La diócesis extiende su jurisdicción sobre los fieles católicos de rito latino residentes en la ciudad metropolitana de Jeonju y la provincia de Jeolla del Norte. 
La sede de la diócesis se encuentra en la ciudad de Jeonju, en donde se halla la Catedral del Sagrado Corazón de Jesús.
En 2019 la diócesis estaba dividida en 96 parroquias.

## Historia
La prefectura apostólica de Zenshu fue erigida el 13 de abril de 1937 con la bula Quidquid ad Christi del papa Pío XI separando territorio del vicariato apostólico de Taiku (hoy arquidiócesis de Daegu).
El 12 de julio de 1950 la prefectura apostólica tomó el nombre de prefectura apostólica de Jeonju.
El 26 de enero de 1957 la prefectura apostólica fue elevada a vicariato apostólico con la bula In apostolica praefectura del papa Pío XII.
El 10 de marzo de 1962 el vicariato apostólico fue elevado a diócesis con la bula Fertile Evangelii semen del papa Juan XXIII.
El 16 de septiembre de 1983, con la carta apostólica Clara veluti, el papa Juan Pablo II confirmó a los Santos Mártires de Jeonju como patronos principales de la diócesis.

## Episcopologio
- Stephen Kim Yang-hong † (13 de abril de 1937-1941 renunció)
- Paul Jae-yong Ju † (1941-1947 renunció)
- Bartholomew Kim Kyon Pae † (13 de junio 1947-30 de abril de 1960 falleció)
- Peter Han Kong-ryel † (3 de enero de 1961-1971 nombrado arzobispo de Gwangju)
- Augustine Kim Jae Deok † (29 de enero de 1973-10 de abril de 1981 renunció)
- Michael Pak Jeong-il (8 de junio 1982-15 de diciembre de 1988 nombrado obispo de Masan)
- Vincent Ri Pyung-ho (8 de febrero de 1990-14 de marzo de 2017 retirado)
- John Kim Son-Tae, desde el 14 de marzo de 2017

## Estadísticas
De acuerdo al Anuario Pontificio 2020 la diócesis tenía a fines de 2019 un total de 200 349 fieles bautizados.
| Año                                                                             | Población            | Población | Población      | Sacerdotes | Sacerdotes    | Sacerdotes    | Bautizados por sacerdote | Diáconos permanentes | Religiosos | Religiosos | Parroquias |
| Año                                                                             | Bautizados católicos | Total     | % de católicos | Total      | Clero secular | Clero regular | Bautizados por sacerdote | Diáconos permanentes | Varones    | Mujeres    | Parroquias |
| ------------------------------------------------------------------------------- | -------------------- | --------- | -------------- | ---------- | ------------- | ------------- | ------------------------ | -------------------- | ---------- | ---------- | ---------- |
| 1970                                                                            | 52 141               | 2 626 222 | 2.0            | 52         | 50            | 2             | 1002                     |                      | 4          | 105        | 31         |
| 1980                                                                            | 63 634               | 2 748 000 | 2.3            | 78         | 78            |               | 815                      |                      |            | 98         | 39         |
| 1990                                                                            | 107 874              | 2 157 384 | 5.0            | 107        | 105           | 2             | 1008                     |                      | 2          | 178        | 55         |
| 1999                                                                            | 146 377              | 2 014 561 | 7.3            | 149        | 147           | 2             | 982                      |                      | 2          | 315        | 65         |
| 2000                                                                            | 151 204              | 2 015 534 | 7.5            | 153        | 151           | 2             | 988                      |                      | 2          | 297        | 68         |
| 2001                                                                            | 154 132              | 2 006 500 | 7.7            | 156        | 154           | 2             | 988                      |                      | 4          | 271        | 71         |
| 2002                                                                            | 157 558              | 2 013 923 | 7.8            | 161        | 159           | 2             | 978                      |                      | 5          | 297        | 73         |
| 2004                                                                            | 163 933              | 1 962 867 | 8.4            | 175        | 174           | 1             | 936                      |                      | 1          | 309        | 81         |
| 2006                                                                            | 171 151              | 1 885 335 | 9.1            | 178        | 174           | 4             | 961                      |                      | 4          | 321        | 83         |
| 2013                                                                            | 188 449              | 1 873 341 | 10.1           | 205        | 202           | 3             | 919                      |                      | 3          | 347        | 92         |
| 2016                                                                            | 195 094              | 1 869 711 | 10.4           | 188        | 181           | 7             | 1037                     |                      | 11         | 323        | 95         |
| 2019                                                                            | 200 349              | 1 836 832 | 10.9           | 192        | 191           | 1             | 1043                     |                      | 3          | 327        | 96         |
| Fuente: Catholic-Hierarchy, que a su vez toma los datos del Anuario Pontificio. |                      |           |                |            |               |               |                          |                      |            |            |            |